# أسل مدبب
السَّمَارُ أو لأَسَلُ المُدَبَّبُ أو الأسَلُ الحَادُّ  أو الأَسَلُ الشَّائِكُ (باللاتينية: Juncus acutus) نوع نباتي ينتمي إلى جنس الأسل من الفصيلة الأسلية.

## البيئة والانتشار
موطنه كل مناطق حوض البحر الأبيض المتوسط من المشرق العربي إلى وادي النيل والمغرب العربي وجنوب غرب أوروبا كما انتشر في أستراليا وغرب الولايات المتحدة والمكسيك وأمريكا الجنوبية.

## الوصف النباتي
نبات عشبي معمر يشبه النجيليات. ينتشر بالجذامير وله سيقان كثيرة من القاعدة. الساق أسطوانية رفيعة قائمة وخشنة. يصل ارتفاع النبات إلى متر ونصف. الأوراق رفيعة خيطية، ثنائية الشعب ينتهي كل فرع بواحدة إلى ثلاث. يميل النبات للون البني عند النضج. النورة الزهرية عشكولية يصل طولها إلى 20 سم. يزهر النبات في أواخر فصل الربيع.

## معرض الصور

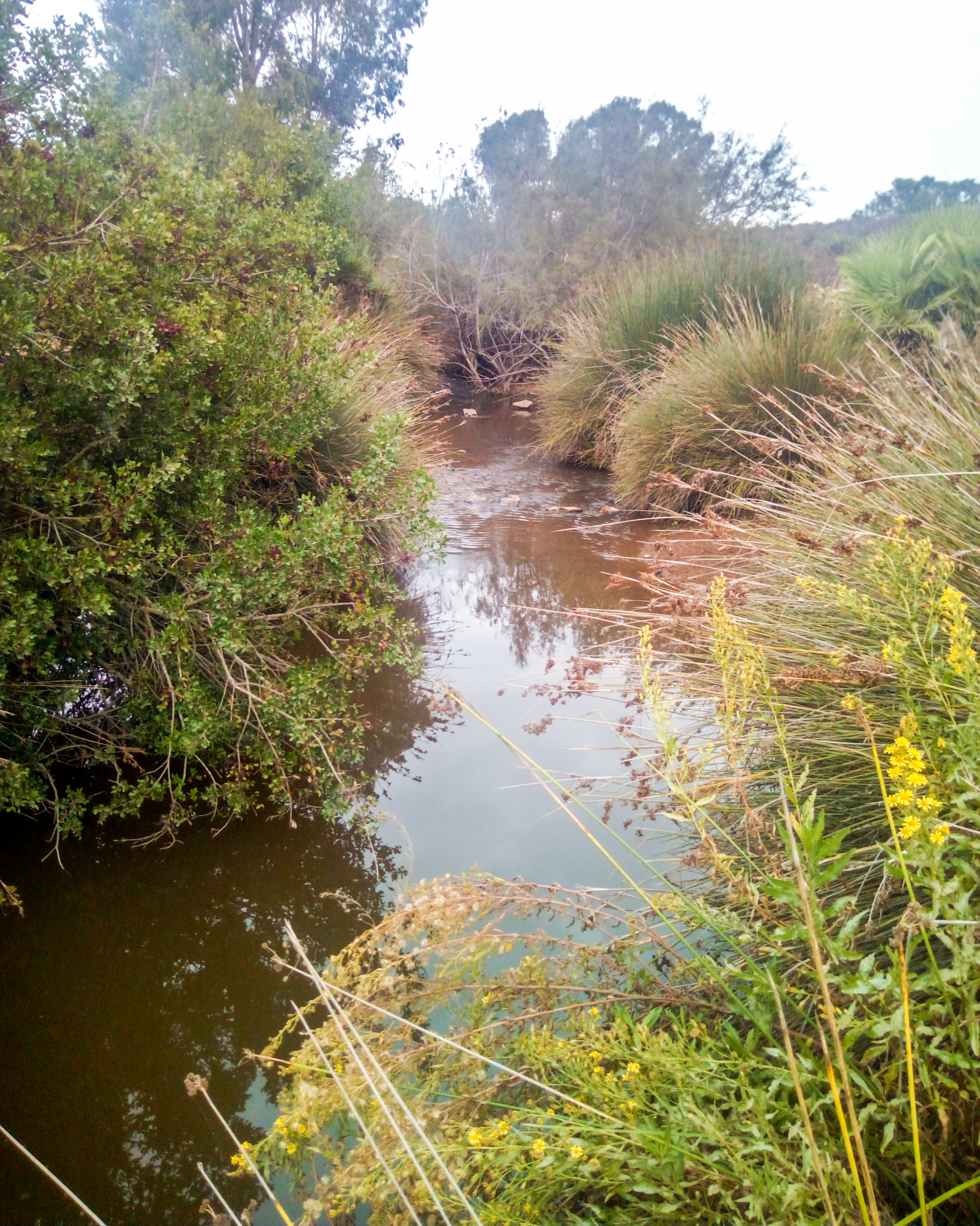
أسل مدبب من واد الغبار بجماعة بوزنيقة.